# Tehnologie financiară
Tehnologia financiară (prescurtată fintech sau FinTech) este tehnologia și inovația care își propune să concureze cu metodele financiare tradiționale în furnizarea de servicii financiare. Este o industrie emergentă care folosește tehnologia pentru a îmbunătăți activitățile în domeniul financiar. Utilizarea smartphone-urilor pentru servicii bancare mobile, investiții, împrumuturi de servicii  și criptomonede sunt exemple de tehnologii care vizează să facă serviciile financiare mai accesibile publicului larg. Companiile de tehnologie financiară constau atât din start-up-uri, cât și din instituții financiare consacrate și companii din domeniul tehnologiei care încearcă să înlocuiască sau să îmbunătățească utilizarea serviciilor financiare furnizate de companiile financiare existente.

## Definiție
După examinarea a peste 200 de lucrări științifice care citează termenul „fintech”, un studiu privind definiția fintech a concluzionat că „fintech este o nouă industrie financiară care aplică tehnologie pentru îmbunătățirea activităților financiare.” Fintech reprezintă noile aplicații, procese, produse sau modele de afaceri din industria serviciilor financiare, compuse dintr-unul sau mai multe servicii financiare complementare și furnizate ca proces de la capăt la cap prin intermediul internetului.  Fintech poate fi, de asemenea, considerat ca „orice idee inovatoare care îmbunătățește procesele de servicii financiare prin propunerea de soluții tehnologice în funcție de diferite situații de afaceri, în timp ce ideile ar putea duce, de asemenea, la noi modele de afaceri sau chiar la noi afaceri.”

## Domenii
Tehnologia financiară a fost utilizată pentru automatizarea investițiilor, asigurărilor, tranzacționării, serviciilor bancare și gestionării riscurilor.
Serviciile pot proveni de la diferiți furnizori independenți de servicii, inclusiv cel puțin o bancă autorizată sau un asigurător. Interconectarea este activată prin API-uri deschise și servicii bancare deschise și este susținută de reglementări precum Directiva europeană privind serviciile de plată.
În tranzacționarea pe piețele de capital, platformele electronice inovatoare de tranzacționare facilitează tranzacțiile online și în timp real. Rețelele de tranzacționare socială permit investitorilor să observe comportamentul de tranzacționare al colegilor lor și al comercianților experți și să își urmeze strategiile de investiții pe piața de schimb valutar și de capital.

## Outlook
Sectorul financiar este considerat unul dintre cele mai vulnerabile la perturbările software, deoarece serviciile financiare, la fel ca și cele editoriale, sunt alcătuite din informații și nu din mărfuri specifice. În special, blockchains are potențialul de a reduce costurile de tranzacționare în sistemul financiar. Deși finanțele au fost protejate până acum de reglementări și au supraviețuit boom-ului dot-com fără perturbări majore, un nou val de startup-uri "dezagregă" din ce în ce mai mult băncile globale.
Numai în 2018, fintech-ul a fost responsabil pentru peste 1 700 de tranzacții în valoare de peste 40 de miliarde de dolari. Potrivit raportului 2020 World Fintech Report, investițiile în fintech au crescut cu 230% în ultimii 5 ani. În 2021, unul din fiecare cinci dolari investiți de capitalul de risc a fost direcționat către fintech.